# Anonyme Alkoholiker

Logo der Anonymen Alkoholiker

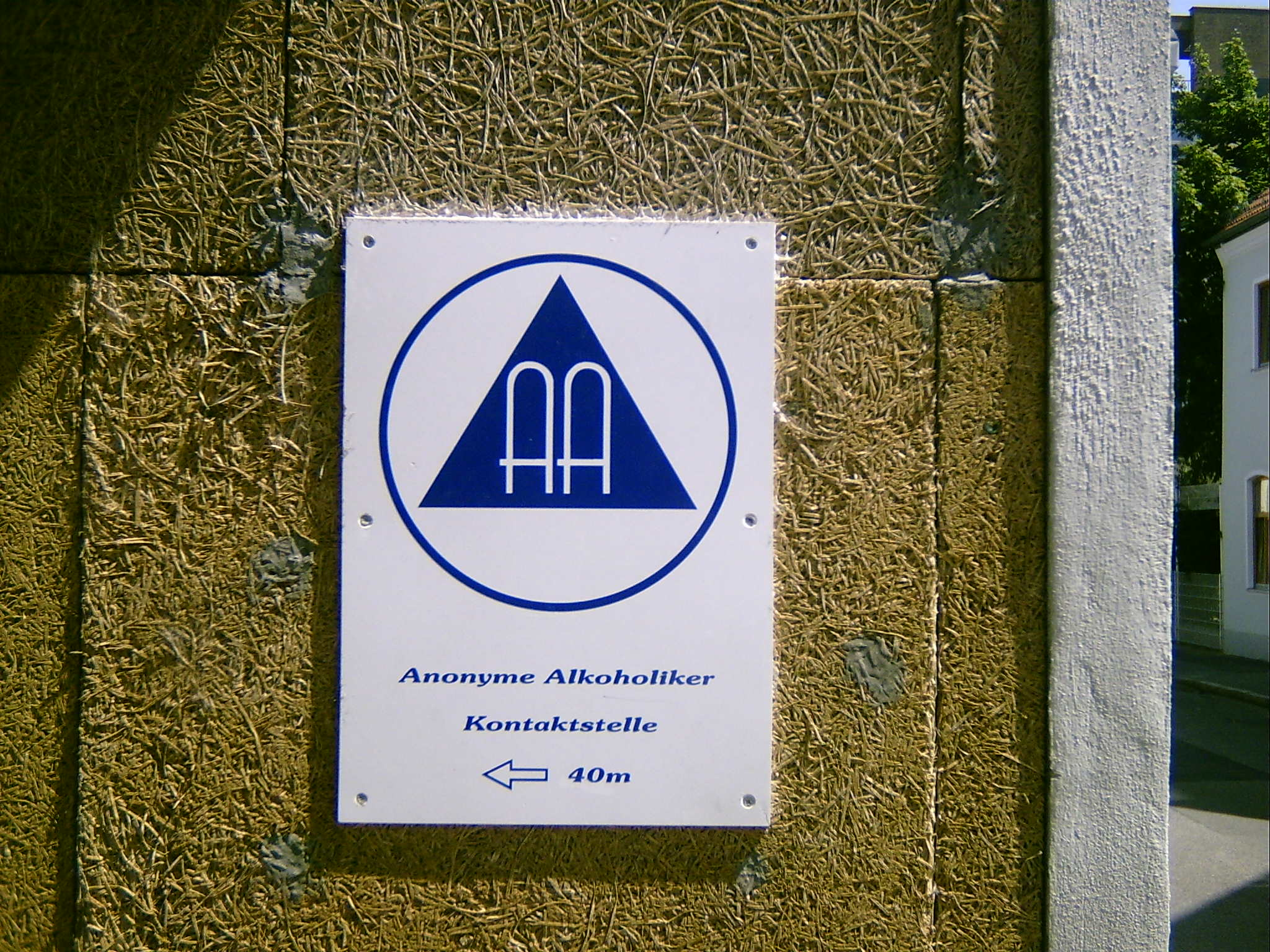
Wegweiser zu einer Kontaktstelle in Ingolstadt

AA-Medaillen werden für eine bestimmte Anzahl von Monaten ohne Alkoholkonsum vergeben; auf der Rückseite befindet sich das Gelassenheitsgebet. Die violette Medaille wird für 9 Monate ohne Alkohol verliehen.

Anonyme Alkoholiker (AA) (englisch Alcoholics Anonymous) sind eine in den Vereinigten Staaten entstandene, weltweit agierende Selbsthilfeorganisation zur Bekämpfung von Alkoholismus. Alkoholismus ist nach Auffassung der AA eine Krankheit, die der Einzelne nicht aus eigener Kraft, sondern nur mithilfe einer spirituellen Erfahrung besiegen kann.
AA sind in einer Vielzahl lokaler Gruppen organisiert, deren Mitglieder sich regelmäßig mit dem Ziel treffen, Unterstützung in der Abstinenz vom Alkoholkonsum zu erfahren. Sie orientieren sich am so genannten Zwölf-Schritte-Programm und arbeiten meist nicht mit anderen Organisationen zusammen. Ihr zentraler Leitfaden ist das so genannte Blaue Buch.

## Geschichte
Laut dem Gründungsmythos der AA konstituierte sich die erste AA-Gruppe am 10. Juni 1935 in Akron, Ohio, durch die selbstidentifizierten Alkoholiker William Griffith Wilson (AA-intern: „Bill W.“), einen New Yorker Börsenmakler, und Robert Holbrook Smith („Dr. Bob“), einen lokal ansässigen Arzt. Wilson versuchte Smith zur Alkoholabstinenz zu bewegen, wobei er auf Techniken der Oxford-Gruppe zurückgriff.

### Gründungsphase
In der Folge gründeten die beiden die ersten AA-Gruppen in Akron und New York sowie eine Stiftung in New York. Ab 1937 distanzierte sich AA von der Oxford-Gruppe, vor allem, weil sie deren Missionierungsziele und -praktiken ablehnten.
1938 zählte AA etwa hundert Anhänger. Sie verfassten Berichte über ihre Erfahrungen mit dem Alkohol und über ihre bisherige Abstinenz. Diese Berichte führten schließlich zur Veröffentlichung des Buches „Anonyme Alkoholiker“. Wilson trug seine eigene Lebensgeschichte bei und übernahm, nachdem ihm die Rechte für das Werk übertragen worden waren, Verkauf und Bewerbung des Gesamtbuchs.

### Expansion
Im Zuge einer günstigen öffentlichen Berichterstattung, darunter eines Artikels in der Saturday Evening Post, wuchs die Anhängerzahl zu Beginn der 1940er Jahre rapide, ohne dass eine adäquate Formalorganisation bestand. In der zweiten Hälfte der 1940er wurde eine Gesamtgruppenkonferenz gegründet, aber die lokalen Gruppen behielten ihre Autonomie.
1949 wurde Narcotics Anonymous, eine Selbsthilfeorganisation gegen den Missbrauch bewusstseinsverändernder Substanzen, nach dem Vorbild von AA gegründet. AA selbst expandierte global. 1953 wurde in München die erste deutschsprachige Gruppe initiiert. Die „12 Traditionen“ wurden 1950 auf der ersten internationalen Konferenz in Cleveland bestätigt.
AAs Anhängerzahlen wuchsen von 10.000 Personen in 300 Gruppen 1944 über 90.000 Personen in 3000 Gruppen 1950 auf 200.000 Personen in 7000 Gruppen, davon 15.000 in 710 Gruppen außerhalb der USA, 1957. 1968 soll es laut AA 350.000 Mitglieder in 13.000 Gruppen gegeben haben.
Auf der Versammlung zum 20. Jubiläum von AA wurde die „General Service Conference“ (Allgemeine Dienstkonferenz) offiziell ermächtigt, die Nachfolge der Gründer anzutreten und im Namen der Anonymen Alkoholiker zu handeln.

## Weltsicht
Ausgangspunkt der Weltsicht der AA ist die Diagnose des Alkoholismus als chronische Krankheit. Die Bekämpfung des Alkoholismus wird im Zwölf-Schritte-Programm, der wichtigsten programmatischen Schriften AAs, skizziert. Weitere Kernelemente des Programms der AA sind Anonymität, Ehrenamtlichkeit und Spiritualität.
Weil AA auf eine Veränderung der Handlungsweisen des Einzelnen abzielt und keinen gesellschaftlichen Wandel anstrebt, ist die Gruppe kein Teil einer sozialen Bewegung im engeren Sinn und insbesondere nicht zugehörig zur Abstinenzbewegung. Als identitätstransformierende Organisation kann AA daher eher mit Theorien kollektiven Verhaltens analysiert werden.

### Alkoholismus als Krankheit
Im Zuge der in der ersten Hälfte des 20. Jahrhunderts populären Medikalisierung von Devianz hat AA Alkoholismus von Beginn an als – wenn unbehandelt tödliche – chronische Krankheit definiert.

### Zwölf-Schritte-Programm
Die Umorientierung zur Abstinenz, welche Züge religiöser Konversion trägt, orientiert sich am Zwölf-Schritte-Programm. Im Zuge des Programms findet eine Identitätstransformation statt: AA-Anhänger sehen sich als Alkoholkranke und reinterpretieren ihre Vergangenheit in diesem Licht.
Die ersten drei Schritte des Zwölf-Schritte-Programms adressieren Kontroll- und Machtthemen, wobei die These vertreten wird, dass Alkoholkonsum bei Alkoholikern zu Kontrollverlust führen würde. Die folgenden sechs Schritte umfassen Vorschläge, mit diesem Kontrollverlust offen und spirituell umzugehen; besonderer Wert wird dabei auf die Pflege interpersonaler Beziehungen gelegt. Die letzten drei Schritte zielen dann auf eine Verstetigung der moralischen Konversion und des Abstinenzverhaltens ab.

#### Identitätskonstruktionen
Im Gefolge der Zwölf Schritte haben sich Metanarrative etabliert, die AA-Anhänger in Diskussionsgruppen zur Konstruktion ihrer Identität als Alkoholiker durch Imitation „erlernen“, ohne dass diese Narrative explizit ausgeführt oder offen sanktioniert werden. Ein Element dieser Narrative ist die Hinkehr zu AA zu einem Zeitpunkt, in dem sich die betroffene Person in einer tiefen Lebenskrise befindet, typische Beispiele sind Arbeitsplatzverlust, schwerwiegende familiäre Probleme, schwere Unfälle.

#### Gemeinschaftsideologie
In Anlehnung an die Zwölf Schritte haben sich für die Gemeinschaftsebene Zwölf Traditionen entwickelt.

### Anonymität
Anonymität stellt eine Grundlage der Gemeinschaft dar und soll immer daran erinnern, Prinzipien über Personen zu stellen. Anonymität in diesem Zusammenhang ist ein wesentlicher und bestimmender Bestandteil der zwölf Traditionen, die das Leben der Gemeinschaft AA regeln. Sie hat im Wesentlichen drei Gründe:
- Die Anonymität soll den Einzelnen davor schützen, dass seine Zugehörigkeit zu AA der Öffentlichkeit bekannt wird.
- Durch die Anonymität wird die Thematisierung sozialer Unterschiede innerhalb der Gruppen vermieden.
- Durch die Anonymität soll vor der Öffentlichkeit sichergestellt werden, dass einzelne Zugehörige nicht mit ihrer vollen Identität auftreten, um damit nicht die spirituelle Grundlage der AA zu gefährden.

### Spiritualität
Spiritualität und Transzendenz sind wichtige, aber umstrittene Elemente der AA-Ideologie. Häufig werden diese Elemente dazu herangezogen, um den religiösen Charakter AAs zu belegen. Dabei sieht sich AA als überkonfessionell, AAs Traditionen sind jedoch im christlichen Protestantismus verwurzelt; AA ist in traditionell protestantischen Ländern besonders erfolgreich.
Manche Beobachter AAs gehen so weit, zu vermuten, dass AA eine Religion sei. AA verleugne dies lediglich aus utilitaristischen Gründen, um Atheisten und Agnostiker nicht abzuschrecken. In einer anderen Studie wurden wenige Anhaltspunkte für den Vergleich zwischen den AA mit religiösen Kulten gefunden.

### Ehrenamtlichkeit
AA ist heute ein etabliertes Netzwerk von Selbsthilfegruppen im Nonprofit-Bereich. Den Grundstein für die weitgehend ehrenamtliche Arbeit sehen Marc Galanter und seine Mitstreiter dabei in einem frühen Fundraisingversuch Bill Wilsons, der 1938 John D. Rockefeller, Jr. um $50.000 Finanzierungshilfe für AA bat, aber nur $5.000 erhielt, um Kirchenräume anzumieten, und somit eine frühe Professionalisierung verhinderte.

## Organisation

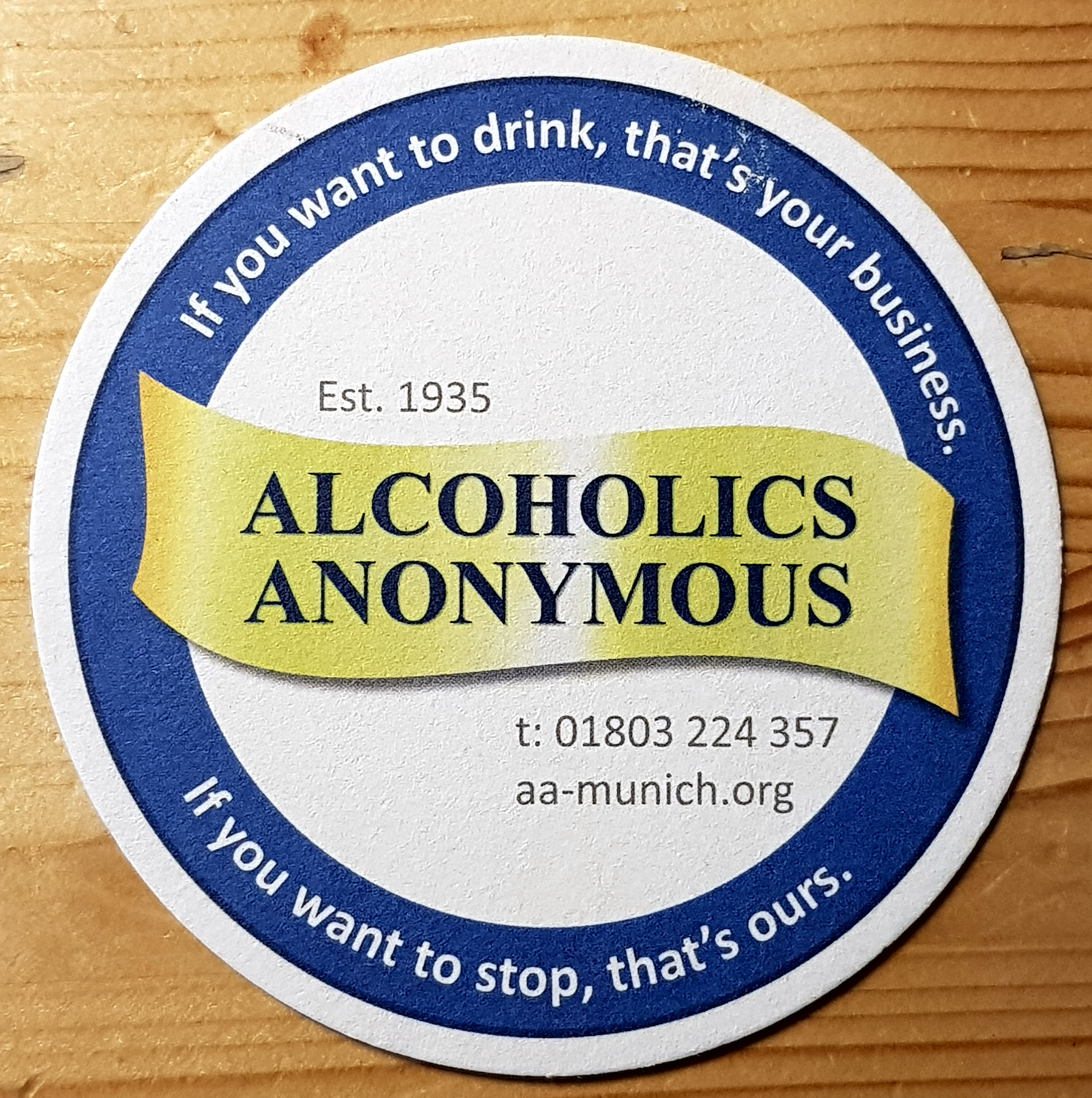
Bierdeckel der Münchner AA

AA kennt keine formale Mitgliedschaft; formale Hierarchierollen, beispielsweise die eines Meeting-Sekretärs, werden zumeist nur kurzfristig ausgefüllt. Insgesamt ist AA durch eine Ideologie des Egalitarismus geprägt, was den lokalen Gruppen wie auch den Individuen starke Autonomie einräumt.

### Struktur der Mitgliederschaft
Bedingt durch die Informalität der Mitgliedschaft sind genaue Mitgliederzahlen nicht erhebbar; 2006 schätzte man etwa zwei Millionen Mitglieder. AA selbst spricht intern nicht von Mitgliedern, sondern von Zugehörigen: Zugehörig ist jeder, der den Wunsch hat, mit dem Trinken aufzuhören; er braucht dazu nicht abstinent zu sein.
Es gibt Umfragen, deren Repräsentativität jedoch fraglich ist. Anhand dieser Umfragen wird z. B. ein Frauenanteil von ca. 1/3 vermutet.

### Struktur der Dienste

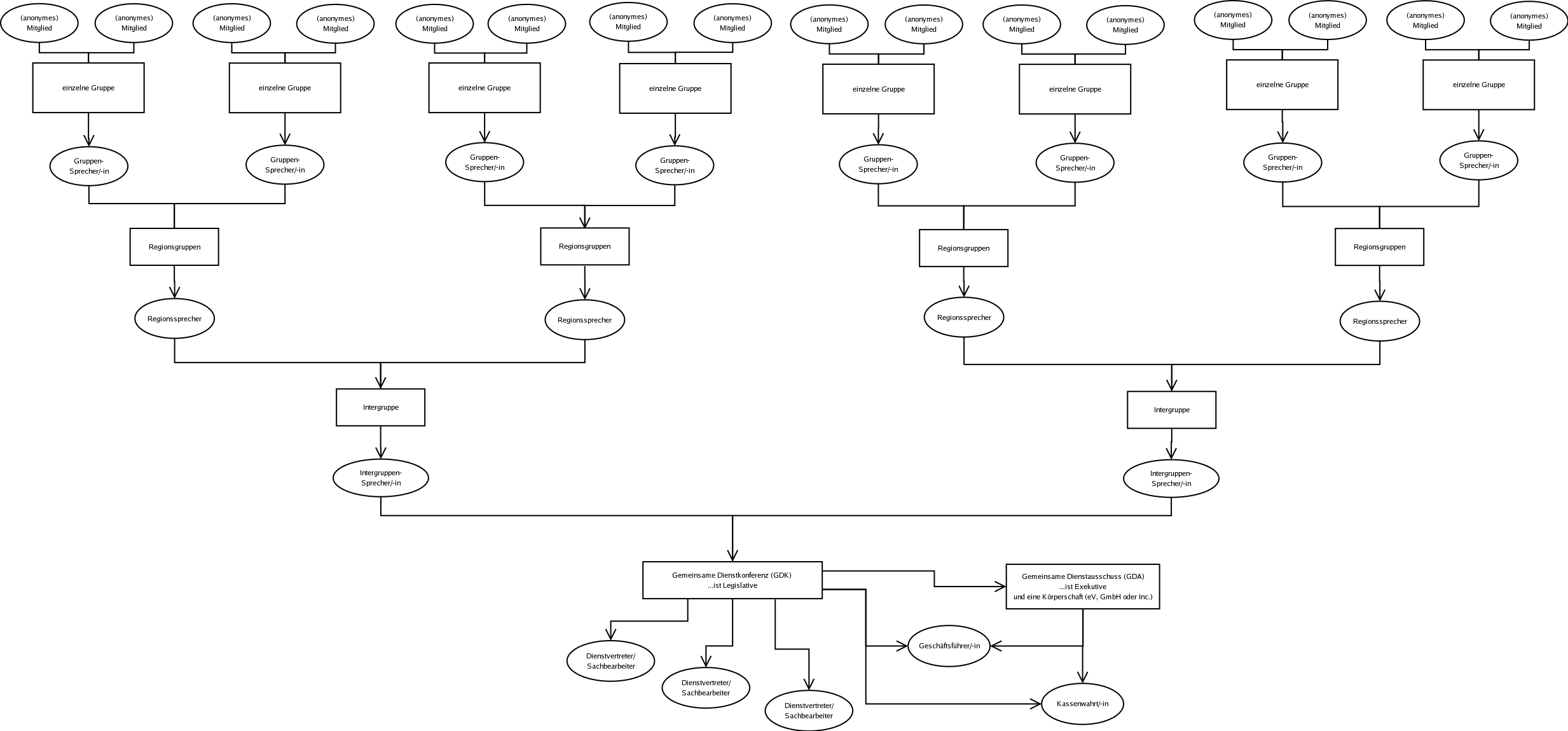
Schematische Darstellung der Organisationsstruktur von Zwölf-Schritte-Gruppen

Prinzipiell ist jede Gruppe autonom. Für Dinge, die auch andere Gruppen oder alle Gruppen betreffen, werden überregionale Gruppen und Dienste gebildet. Jede Gruppe kann Personen ihres Vertrauens wählen, die bestimmte Dienste für die einzelne Gruppe übernehmen (z. B. Schlüsseldienst und Kassenwart). Nach außen wird die einzelne Gruppe durch ihren „Gruppensprecher“ vertreten.
Je nachdem, wie groß die Anzahl der Gruppen ist, treffen sich die Gruppensprecher in sogenannten „Regionsgruppen“, die Regionsvertreter (oder Regionssprecher) treffen sich in regelmäßigen Zeitabschnitten zu einer „Intergruppensitzung“. Die „Intergruppen“ wählen aus ihrer Mitte „Intergruppensprecher“ sowie weitere Vertrauensleute und Sachbearbeiter. Weil der Dienst des „Intergruppensprechers“ eine besondere Vertrauensstellung ist, vertritt der „Intergruppensprecher“ die betreffende Intergruppe beim Gemeinsamen Dienst-Ausschuss (GDA). Der Gemeinsame Dienstausschuss (GDA), somit bestehend aus besonders vertrauenswürdigen Personen, bildet einen Verein, der eine juristische Person ist.
Die Anzahl der Zwischenschritte hängt davon ab, wie viele Gruppen bzw. Intergruppen es gibt. In der Regel sollten nicht mehr als 20 Gruppensprecher in einer Intergruppe sein, um Ineffizienz zu vermeiden.
In der Gemeinsamen Dienstkonferenz (GDK), die jährlich zusammenkommt, treffen sich die Gemeinsamen Dienstvertreter, sie sind Spiegelbild der Meinungen, Anliegen und Themenschwerpunkte der Gruppen. Auch diese Dienstvertreter genießen das besondere Vertrauen der Zugehörigen in AA.
Kein Dienstinhaber hat irgendeinem Mitglied gegenüber Macht oder Weisungsbefugnis. Alle Ausschüsse können ihren Mitgliedern lediglich Empfehlungen aussprechen.

### Die Vereine
Viele GDAs innerhalb eines Landes unterhalten national einen Verein. Die Vereine und die AA-Gruppen sind formal getrennt und voneinander unabhängig. Die Rechtsform ist national unterschiedlich: im Vereinigten Königreich ist AA eine „Ltd.“; in Amerika ein „Inc.“, d. i. AAWS Inc.
Praktisch werden die Dienste der Vereine in deren eigenen Sitzungen gewählt, die in der Regel drei- bis viermal im Jahr tagen. Dann werden die Gewählten formal (in einer weiteren Wahl des Vereins) in den Verein aufgenommen. Die so Aufgenommenen verlieren dadurch ihre Anonymität und werden (nach außen) vom „Betroffenen“ zum „Angehörigen von Betroffenen“. Laut ihrer Satzung haben die Vereine die Aufgabe, die Geschäfte der AA zu führen und sie juristisch zu vertreten.
Formal ist die Jahresversammlung der Gemeinsamen Dienstkonferenz, Legislative, den Vereinen – Exekutive – gegenüber nicht weisungsbefugt. Sollte es tatsächlich einmal vorkommen, dass ein Verein nicht im Interesse der „Anonymen Alkoholiker als Gesamtheit“ handelt, gäbe es aber eine Reihe von Sanktionsmaßnahmen.
- Die Jahresversammlung der Gemeinsamen Dienstkonferenz (GDK) würde gegen den „Verein“ Misstrauensantrag stellen mit dem Ziel der Entfernung aus den Diensten; ferner würden sie ihren Mitgliedern empfehlen, ihre Spenden nicht mehr an den Verein weiter zu leiten und ihn damit „verhungern“ lassen.
- Ein Verfahren wegen Untreue (durch die Staatsanwaltschaft).
- Vereinsaustritt ihrer gewählten Vertreter und eventuell Gründung eines neuen Vereins.

Zwei Begriffe müssen bei den Anonymen Alkoholikern organisatorisch auseinandergehalten werden. Zum einen: Gemeinsame Dienstkonferenz (GDK), gleich: Jahresversammlung der Vertrauensleute der Gruppen, gleich: Gruppengewissen, gleich: Legislative. Zum anderen: Gemeinsamer Dienstausschuss (GDA), gleich: Verein (oder in anderen Ländern GmbH oder Inc.); geschäftsführendes Organ; mehrmaliges Geschäftstreffen im Jahr, Exekutive.

## Handlungsformen

### Meetings
Die wichtigste therapeutische Handlungsform AAs sind die so genannten Meetings, regelmäßige Treffen lokaler Gruppen. Sie zeichnen sich zwischen den Anfangs- und Beendigungsritualen durch längere Monologe aus, in denen Teilnehmer ihre persönlichen Erfahrungen mit Alkoholkonsum schildern. Diese Narrative stärken dabei die eigene Identität als abstinenter (oder abstinent werden wollender) Alkoholiker.
Einer qualitativen Studie zufolge sind die Monologe dabei zumeist affirmativ auf die Vorredner bezogen. Verbalisierter Dissens sei selten, aber wichtig, um biographisch begründete kognitive Dissonanzen aufzulösen. Die Affirmation sei dabei wichtig, um die Kollektividentitäten zu stärken und damit Solidarität zu fördern. Dissens würde dagegen nur vorsichtig und zumeist indirekt vorgebracht.
Daneben gibt es über 30 deutschsprachige Mail- und Chat-Meetings, in denen sich, angelehnt an den Ablauf der persönlichen Meetings, Alkoholiker austauschen (auch in vielen anderen Sprachen ist ein solches Angebot vorhanden).

### Öffentlichkeitsarbeit
In der Öffentlichkeitsarbeit, z. B. an Schulen und Kliniken, bieten Anonyme Alkoholiker an, ihren persönlichen Genesungsweg zu schildern. Diese Dienste werden ehrenamtlich durchgeführt, wobei auf die Anonymität der Mitglieder stets großer Wert gelegt wird. Kontakte gibt es über die örtlichen Kontaktstellen der Anonymen Alkoholiker und über die Veranstaltungshinweise in der lokalen Presse. Zudem gibt es in vielen Städten in Industrieländern die Möglichkeit, AA telefonisch zu kontaktieren.

### Kliniken
Mehrere psychosomatische Kliniken orientieren sich an den „12 Schritten“ und arbeiten nach dem Bad Herrenalber Modell von Walther H. Lechler. Sie fordern ihre Patienten zur Teilnahme an den Selbsthilfegruppen auf, haben jedoch keine direkte Verbindung und sind auch nicht Teil von AA, die für die Verwendung der „12 Schritte“ keine finanziellen Zuwendungen erhalten.
Neben diesen Kliniken (etwa 5 bundesweit) empfehlen fast alle Kliniken, die Suchtkranke behandeln, den Besuch von Selbsthilfegruppen wie AA. Dabei werden Info-Meetings in den jeweiligen Einrichtungen abgehalten, die einen Einblick in die Vorgehensweise der AA ermöglichen sollen.
Kritiker der Zwölf-Schritte-Kliniken weisen darauf hin, dass aus kommerziellen Interessen neue Patienten aus dem Pool der AA und anderen Zwölf-Schritten-Gruppen rekrutiert werden, indem sie sich das Krankheitsmodell Alkoholismus zu eigen machen. Offensichtliches Vorbild dieser Art von Patientenrekrutierung sind die „Hazelden“-Kliniken in den USA, die von zwei AA-Mitgliedern gegründet wurden.

## Familienkrankheit
Angehörige und enge Freunde von Alkoholikern werden im Sinne von AA oftmals als ebenfalls erkrankt betrachtet. Sie richten ihr eigenes Leben auf das des Alkoholikers aus. Der Alkoholkonsum wird gegenüber Dritten heruntergespielt und unangemessenes Verhalten entschuldigt. Dem Suchtkranken werden Verpflichtungen abgenommen und Konsequenzen möglichst erspart.
Es bildeten sich recht schnell Gruppen für die Angehörigen (Al-Anon) und die Kinder (Alateen) von Alkoholikern. Diese Gruppen funktionieren nach demselben Prinzip wie AA, sie verwenden das gleiche Zwölf-Schritte-Programm. Im Mai 1951 gründeten Lois W. (die Ehefrau von AA-Mitbegründer Bill) und Anne B. mit einigen anderen Angehörigen in New York die „Al-Anon-Familiengruppen“, noch bevor die erste Frau zu AA kam.
Bei der Frage, ob die Alkoholkrankheit erblich ist, wird nach der genetischen und der sozialen Vererbung unterschieden. Statistiken belegen die Erblichkeit.

## Bewertung

### Effizienz
Etwa die Hälfte aller Neumitglieder verlassen AA nach wenigen Treffen; zwei Drittel der restlichen Mitglieder bleiben dauerhaft abstinent. Damit hat sich AA eine Reputation als erfolgreichstes Abstinenzprogramm erarbeitet, obwohl keine repräsentativen vergleichenden Studien zwischen verschiedenen Programmen gegen Alkoholismus bestehen.
Eine 2020 veröffentlichte Metastudie ergab, das Zwölf-Schritte-Programm der Anonymen Alkoholiker und ihr System der Selbsthilfegruppen verhelfe mehr Teilnehmern zu einer anhaltenden Abstinenz als andere Therapieformen. Die Studie basiert jedoch auf Daten der USA. Das Ergebnis kann daher möglicherweise nicht uneingeschränkt auf andere Länder übertragen werden.

### Alternativen
Klinische Mediziner stehen AA wegen seiner spirituellen Komponenten teils kritisch gegenüber.
Es gibt eine Reihe von anderen Selbsthilfeorganisationen mit dem Schwerpunkt Alkoholismus mit anderen Ansätzen wie Blaues Kreuz, Guttempler-Orden, Kreuzbund und Freundeskreise für Suchtkrankenhilfe.